# Letonia en los Juegos Olímpicos de Atlanta 1996
Letonia estuvo representada en los Juegos Olímpicos de Atlanta 1996 por un total de 47 deportistas que compitieron en 12 deportes.  
El portador de la bandera en la ceremonia de apertura fue el atleta Einārs Tupurītis.

## Medallistas
El equipo olímpico letón obtuvo las siguientes medallas:
| Nombre            | Deporte    | Competición |
| ----------------- | ---------- | ----------- |
| Oro               |            |             |
| —                 |            |             |
| Plata             |            |             |
| Ivans Klementjevs | Piragüismo | C1 1000 m M |
| Bronce            |            |             |
| —                 |            |             |